# Neopetrobia dyschima
Neopetrobia dyschima är en spindeldjursart som först beskrevs av Johann Georg Beer och Lang 1958.  Neopetrobia dyschima ingår i släktet Neopetrobia och familjen Tetranychidae. Inga underarter finns listade i Catalogue of Life.